# Endlich ausatmen
Endlich ausatmen (engl. Waiting to Exhale) ist der dritte Roman der amerikanischen Schriftstellerin Terry McMillan. Die englische Erstausgabe erschien 1992 bei Viking, die deutsche Übersetzung im selben Jahr bei Bertelsmann. Der Roman, der als afro-amerikanischer Vorläufer des Chick-lit-Genres gilt, hielt sich mehrere Monate auf der Bestsellerliste der New York Times und wurde 1995 von Forest Whitaker verfilmt.

## Inhalt

### Handlung
Endlich ausatmen spielt größtenteils im Jahr 1990 in Arizona. Der Roman zeigt ein Jahr im Leben von vier afro-amerikanischen Frauen – Savannah, Bernadine, Gloria und Robin – in ihren Dreißigern. Die Geschichte setzt am Silvesterabend 1989 ein, an dem sich die alleinstehende Savannah auf ein Date vorbereitet, über ihr bisheriges Leben nachdenkt und Neujahrsvorsätze fasst. Nach und nach werden alle vier Hauptcharaktere in ihren jeweiligen Lebenssituationen vorgestellt: Savannahs Suche nach dem Richtigen, ihr Jobwechsel und Umzug nach Phoenix; Bernadines Scheidung von ihrem Ehemann, der sie für eine weiße Frau verlassen hat; Glorias Einsamkeit und Überforderung als alleinerziehende Mutter und Geschäftsführerin eines Friseursalons; und Robins zu Ende gehende toxische Liebesbeziehung und Sorge um ihren kranken Vater. Der Roman weist kein traditionelles Handlungsmuster auf, das sich um einen zentralen Konflikt zwischen einzelnen Charakteren und den Menschen oder Kräften, die sich deren Zielen widersetzen, dreht. Neben Beziehungsproblemen, Trennungen und der Suche nach dem richtigen Partner spielen Themen wie Rassismus und die Macht weißer Schönheits- und Weiblichkeitsideale eine zentrale Rolle.

### Personen
Savannah Jackson ist 36 Jahre alt und alleinstehend. Zu Beginn des Romans wohnt sie noch in Denver, steht aber kurz vor dem Umzug nach Phoenix, Arizona, wo auch ihre beste Freundin Bernadine lebt. Nach mehreren unbefriedigenden Dates, einer Episode mit ihrer inzwischen verheirateten Jugendliebe und einer intensiven Affäre mit einem Mann, der sich danach nicht mehr bei ihr meldet, beschließt sie, sich mehr auf sich selbst und ihr berufliches Fortkommen als Fernsehproduzentin zu konzentrieren.
Bernadine Harris ist verheiratet und hat zwei Kinder. Sie erfährt zu Beginn der Romanhandlung, dass ihr Mann, John, sie nach elf Jahren Ehe für eine weiße Frau verlassen will. Sie erkennt, dass sie ihr ganzes Leben nach ihrem Ehemann ausgerichtet und zu seinen Gunsten auf ihre eigene Karriere verzichtet hat. Aus Wut verkauft sie alle seine Habseligkeiten in einem Garagenflohmarkt und zündet sein Auto an. Nach einer längeren depressiven Phase verliebt sie sich neu und geht aus der Scheidung mit einer hohen finanziellen Entschädigung hervor.
Gloria Matthews hat einen Sohn im Teenageralter, Tarik, den sie alleine großgezogen hat. Sie leitet einen der wenigen Friseursalons für Schwarze Frauen in Phoenix und konzentriert sich ganz auf ihre Mutterrolle, ihre Arbeit und ihr gemeinnütziges Engagement. Gloria gesteht sich nach der gescheiterten Beziehung mit Tariks biologischem Vater kein Liebes- und Sexualleben mehr zu und isst, wenn sie sich einsam fühlt. Mit zunehmender Körperfülle sinkt ihr Selbstbewusstsein. Schließlich findet sie in ihrem neuen Nachbarn, der sie so begehrt wie sie ist, die Liebe. Gloria erleidet einen Herzinfarkt, erholt sich aber wieder.
Robin Stokes ist eine erfolgreiche Geschäftsfrau, die sich von einer aussichtslosen Liebesbeziehung mit Russell erholt. Nach der Trennung von ihm wird sie kaufsüchtig und verschuldet sich. Ihr an Alzheimer erkrankter Vater bereitet ihr große Sorgen – auch weil das Geld für die Behandlung und Betreuung fehlt. Nach einer Reihe von enttäuschenden Männerbekanntschaften wird Robin vom inzwischen vergebenen Russell schwanger. Als er die Vaterschaft anzweifelt, entscheidet sie sich, das Kind alleine bzw. mit der Unterstützung ihrer Familie und Freundinnen großzuziehen.

## Form
Endlich ausatmen ist chronologisch aufgebaut. Die Erzählung setzt am Silvesterabend 1989 ein und umfasst größtenteils das Jahr 1990. Der Roman hält sich an die klassische Vier-Frauen-Konstellation, die Louisa May Alcott in Little Women eingeführt hatte. Die vier Protagonistinnen wechseln sich als Erzählerinnen ab. Die meisten der insgesamt 28 Kapitel werden dabei aus der Perspektive von je einer Protagonistin erzählt. Während Savannah und Robin in der ersten Person erzählen, erfolgen Bernadine und Glorias Erzählungen in der dritten Person. Der Roman ist reich an Dialogen, in denen oft Umgangssprache verwendet wird.

## Rezeption
Terry McMillan brach in Endlich ausatmen mit der in der US-amerikanischen Populärkultur verankerten Verbindung zwischen Schwarzen Frauen, der häuslichen Sphäre, manueller Dienstleistungsarbeit und der Unterschicht, indem sie sich auf eine andere Vision schwarzer Weiblichkeit konzentrierte. Der große kommerzielle Erfolg des Romans – er hielt sich elf Wochen auf der Bestsellerliste der New York Times und machte McMillan zur Millionärin – hat die Verlags- und Filmindustrie auf den lukrativen Markt für Geschichten, die den Lebensstil und die Sorgen afro-amerikanischer Frauen der Mittelschicht widerspiegeln, aufmerksam gemacht.
Der Roman wurde in zahlreiche Sprachen übersetzt, u. a. 1992 von Christiane Buchner und Sabine Roth unter dem Titel Endlich ausatmen ins Deutsche. 1995 wurde der Roman unter der Regie von Forest Whitaker und mit Whitney Houston (als Savannah), Angela Bassett (als Bernadine), Loretta Devine (als Gloria) und Lela Rochon (als Robin) in den Hauptrollen verfilmt. Der Titel des Films Waiting to Exhale – Warten auf Mr. Right weicht von jenem der deutschen Übersetzung des Romans ab.
Endlich ausatmen gilt als verkannter, afro-amerikanischer Vorläufer des Chick-lit-Genres. Helen Fieldings Roman Bridget Jones's Diary (1996), der als Urtext des Genres gilt, setzt ebenso am Silvesterabend ein. Die Fernsehserie Sex and the City arbeitet hingegen mit der Vier-Frauen-Konstellation, wobei Carrie Bradshaw – ähnlich wie Savannah – die primäre Identifikationsfigur darstellt. Die südafrikanische Autorin Cynthia Jele bezeichnete Endlich ausatmen als große Inspiration für ihren Chick-lit-Roman Happiness Is a Four-Letter Word (2010).

### Textausgaben
- Engl. Erstausgabe: Terry McMillan: Waiting to Exhale. Viking, New York 1992, ISBN 0-670-83980-9.
- Dt. Übersetzung: Terry McMillan: Endlich ausatmen. Aus dem Amerikan. von Christiane Buchner und Sabine Roth. Bertelsmann, München 1992, ISBN 3-570-02050-9.

### Sekundärliteratur
- Lisa. A. Guerrero: "Sistahs Are Doin' It for Themselves": Chick Lit in Black and White. In: Suzanne Ferriss und Mallory Young (Hrsg.): Chick Lit: The New Woman's Fiction. Routledge, New York 2006, ISBN 978-0-415-97503-2, S. 87–101.
- Erin Hurt: The White Terry McMillan. Centering Black Women Within Chick Lit's Genealogy. In: Erin Hurt (Hrsg.): Theorizing Ethnicity and Nationality in the Chick Lit Genre. Routledge, New York 2019, ISBN 978-1-138-09252-5, S. 150–174.
- Paulette Richards: Terry McMillan: A Critical Companion. Greenwood, Westport 1999, ISBN 978-0-313-00748-4, insbes. Kapitel 5.

## Verfilmung
- Waiting to Exhale – Warten auf Mr. Right. Regie: Forest Whitaker. Drehbuch: Ronald Bass. Twentieth Century Fox, USA 1995.